# Danh mục các bài viết về lập trình hướng đối tượng
Đây là danh sách các thuật ngữ tìm thấy trong lập trình hướng đối tượng. Một số có liên quan đến lập trình hướng đối tượng và một số thì không. Lưu ý rằng, các thuật ngữ được xếp theo thứ tự bảng chữ cái của thuật ngữ gốc tiếng Anh.

## A
- Lớp trừu tượng (abstract type)
- Khả năng truy cập (abstract method)
- Phương thức (method)
- Trừu tượng (abstraction)
- Điều khiển truy cập (access control)
- Chỉ định truy cập (access modifier)
- Phương thức truy cập (accessor method, mutator method)
- Adapter pattern
- Hướng khía cạnh (Aspect-oriented)

## B
- Bridge pattern
- Builder pattern
- Lớp nền (Base class)

## C
- Ép kiểu (cast, type conversion)
- Chain-of-responsibility pattern
- Lớp
- Phân cấp lớp
- Phương thức lớp
- Đối tượng lớp
- Biến lớp (class variable)
- Kết dính (cohesion)
- Lớp tập hợp (collection class)
- Composition
- Hàm tạo (constructor)
- Container (kiểu dữ liệu trừu tượng)
- contravariance
- Hàm tạo sao chép (copy constructor)
- coupling
- covariance

## D
- Data-driven design
- Che giấu dữ liệu (information hiding)
- Hàm tạo mặc định (default constructor)
- Deep copy
- Delegation
- Dependency injection
- Hàm hủy (destructor)
- Bảng điều phối (dispatch table)
- Dynamic binding, also called Late binding
- Dynamic dispatch
- Ngôn ngữ kiểu động (dynamically typed language)

## E
- Ràng buộc sớm (early binding)
- Eigenclass
- Đóng gói (lập trình máy tính)
- European Conference on Object-Oriented Programming
- Exception handling
- Phần mở rộng

## F
- Facade - mẫu
- Factory method pattern
- Đối tượng factory (factory object)
- Mẫu factory (factory pattern)
- Trường
- Finalizer
- First-class function
- Fragile base class
- Function composition

## G
- Lập trình tổng quát (generic programming)

## H
- Cấp phát bộ nhớ dựa trên heap
- Helper class
- Ngôn ngữ lai

## I
- Đối tượng bất biến (immutable object), hay còn gọi là giá trị bất biến (immutable value)
- Che giấu thông tin
- Kế thừa
- Khởi tạo
- inline function
- Lớp trong (inner class)
- Thực thể (khoa học máy tính) (instance)
- Phương thức
- Biến thực thể (instance variable, còn gọi là thành viên dữ liệu)
- Sơ đồ tương tác
- Giao diện (interface)
- Inversion of control (IoC)
- Biến lặp (Iterator)

## L
- Late binding
- Liskov substitution principle

## M
- Khả năng truy cập thành viên (Member accessibility)
- Thành viên, bất kỳ nội dung nào của lớp: Thuộc tính, Phương thức, và Lớp trong
- Message passing (truyền thông điệp)
- Siêu lớp (Metaclass)
- Lập trình meta
- Phương thức (lập trình máy tính)
- Mixin
- Mock object
- MVC
- Modular programming
- Multiple dispatch (đa điều phối)
- Multiple inheritance (đa kế thừa)
- Multitier architecture (kiến trúc nhiều lớp)
- Biến thay đổi (mutable variable)
- Phương thức thay đổi (Mutator method)

## N
- Name mangling
- Không gian tên
- Native method
- Lớp trong (inner class, nested class)

## O
- Đối tượng (khoa học máy tính)
- Object type
- OOPSLA – annual conference on Object-Oriented Programming, Systems, Languages, and Applications
- Open/closed principle
- Orthogonality
- Nạp chồng (overload)

## P
- Package
- Quá tải tham số (Parametric overloading)
- Lớp tham số (Parameterized class)
- Parnas's principles
- Partial class
- Mẫu thiết kế
- Policy-based design
- Đa hình (polymorphism)
- Kiểu dữ liệu cơ bản
- Bản mẫu:Cpp, một cách đóng gói trong lập trình hướng đối tượng
- Mẫu hình lập trình
- Bản mẫu:Cpp, một cách đóng gói trong lập trình hướng đối tượng
- Protocol
- Prototype pattern
- Prototype-based programming
- Bản mẫu:Cpp, một cách đóng gói trong lập trình hướng đối tượng
- Đa hình thuần túy (pure polymorphism)
- Hàm ảo thuần túy (pure virtual function), cũng gọi là Phương thức ảo thuần túy (pure virtual method)

## R
- Rapid application development (sometimes Rapid prototyping)
- Recursion
- Refinement
- Reflection (khoa học máy tính)
- Responsibility-driven design
- Đa hình ngược (reverse polymorphism)
- Run-time type information

## S
- Tầm vực (scope)
- Shallow copy, as opposed to deep copy
- Nguyên tắc trách nhiệm duy nhất
- Singleton pattern
- Singly rooted hierarchy
- Slicing
- Specification class, một hiện thực cho lớp trừu tượng (abstract type)
- Stack-based memory allocation
- Phương thức tĩnh
- Ngôn ngữ kiểu tĩnh (statically typed language), ngược lại với ngôn ngữ kiểu động (dynamically typed language)
- Kiểu mạnh và kiểu yếu
- Lớp con (subclass, child class, derived class)
- Subclass coupling
- SOLID
- Substitutability, principle of
- Subtype
- Lớp cha (superclass, parent class or base class)

## T
- Tiers
- Template method pattern
- Phát triển hướng kiểm thử
- Trait
- Kiểu (type)
- Chuyển đổi kiểu (type conversion hay typecasting)

## V
- Virtual class
- Hàm ảo (virtual function, virtual method)
- Virtual function pointer (also called virtual method pointer)
- Virtual inheritance (Object Oriented Programming)
- Virtual method table (also called vtable, virtual function table or virtual method table)
- Viscosity (programming)
- Void (kiểu dữ liệu)

## W
- Tham chiếu yếu (weak reference)

## Y
- Yo-yo problem